# Assassin's Creed Valhalla : La Colère des druides
Assassin's Creed Valhalla : La Colère des druides (en anglais, Assassin's Creed Valhalla: Wrath of the Druids) est un contenu téléchargeable additionnel (DLC) de Assassin's Creed Valhalla développé par Ubisoft Bordeaux et édité par Ubisoft. Cette extension est sortie en mai 2021.
La colère des druides est la première grosse extension de Assassin's Creed Valhalla. Il a reçu un accueil mitigé de la part des publications spécialisées du jeux vidéo.

## Développement et sortie
La Colère des druides est le premier DLC d'Assassin's Creed Valhalla. Ce contenu additionnel est sorti le 13 mai 2021.